# Irma Stern
 (janvier 2025).
Si vous disposez d'ouvrages ou d'articles de référence ou si vous connaissez des sites web de qualité traitant du thème abordé ici, merci de compléter l'article en donnant les références utiles à sa vérifiabilité et en les liant à la section « Notes et références ».
Irma Stern est une peintre sud-africaine née le 2 octobre 1894 à Schweizer-Reneke et morte le 23 août 1966 au Cap.  

## Biographie
D'ascendance allemande et de religion juive, Irma Stern est née à Schweizer-Reneke en Afrique du Sud. 
Au moment du déclenchement de la seconde guerre des Boers, ses parents retournent en Allemagne où ils vivent jusqu'en 1920. C'est en Allemagne qu'Irma Stern étudie l'art à l'académie de Weimar puis au studio Levin-Funcke et enfin avec Max Pechstein à partir de 1917. 
Stern est alors associée au mouvement des expressionnistes allemands et tient sa première exposition à Berlin en 1919,.
En 1920, elle revient sur sa terre natale et tient sa première exposition d'art moderne au Cap en 1922. 

Après un bref retour en Allemagne, elle s'installe définitivement au Cap, en Afrique du Sud, à partir de 1926. 
Elle passe cependant une partie de sa vie à voyager notamment à Madère, au Sénégal, à Zanzibar, au Congo belge, au Swaziland, en Espagne et en France. 
Stern peint de nombreux paysages et les gens qu'elle rencontre. Elle est l'une des premières artistes sud-africaines contemporaines à insérer dans ses peintures les habitants noirs d'Afrique du Sud. 
En 1962, une grande rétrospective lui a été consacrée à Londres.  
Elle meurt au Cap le 23 août 1966. 

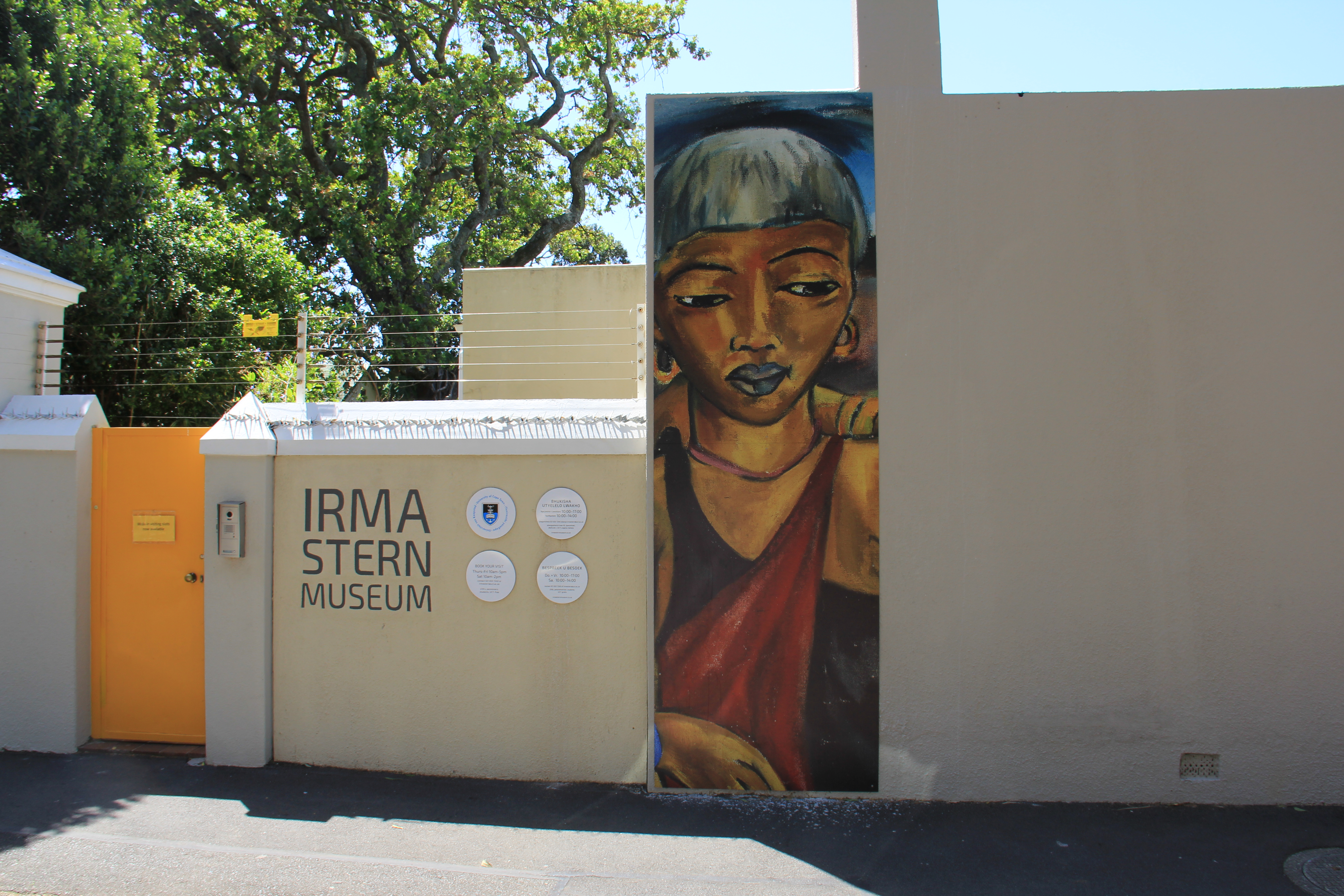
Le musée Irma Stern au Cap

Son œuvre fait l'objet de grandes rétrospectives en 1968. En 1971, le musée Irma Stern est inauguré dans sa maison du quartier de Rosebank au Cap,. Certains de ses tableaux sont exposés dans les collections permanentes de l'Africana Museum, à la Ann Bryant Art Gallery, à la Durban Art Gallery, à la Johannesburg Art Gallery, à la King George VI Art Gallery, au Pretoria Art Museum, à la Tatham Art Gallery et à la William Humphreys Art Gallery.
Elle est l’un des personnages centraux du roman suédois Douce, douce vengeance écrit par Jonas Jonasson, paru en octobre 2021 en France.

## Reportage TV
Le 31 janvier 2025, un reportage de 13 min. intitulé "Le Cap arc-en-ciel de la peintre Irma Stern". de la réalisatrice Pauline Liétar est diffusé sur la chaine Arte dans l'émission Invitation au voyage :
Dans une Afrique du Sud dominée par la minorité blanche et conservatrice, une artiste défie l’ordre établi. Au Cap, Irma Stern peint, d’un coup de pinceau frondeur, les minorités invisibles du XXe siècle. Elle-même blanche et sud-africaine de naissance, elle s’oppose à cette Afrique du Sud qui s’enfonce dans le racisme jusqu’à instaurer le régime implacable de l’apartheid. La peintre oriente résolument une lumière unique vers les visages des rejetés.

### Bases de données et dictionnaires
- Ressources relatives aux beaux-arts :   - Art UK
  - Artists of the World Online
  - Bénézit
  - Delarge
  - Grove Art Online
  - MutualArt
  - RKDartists
  - Union List of Artist Names
- Notices dans des dictionnaires ou encyclopédies généralistes :   - Deutsche Biographie
  - Oxford Dictionary of National Biography
- Notices d'autorité :   - VIAF
  - ISNI
  - IdRef
  - LCCN
  - GND
  - Pays-Bas
  - Pologne
  - Israël
  - Australie
  - Norvège
  - Croatie
  - WorldCat